# Панделі Майко
Панделі Майко (алб. Pandeli Majko; нар. 15 листопада 1967, Тирана) — албанський політик, очолював уряд країни з 1998 до 1999 та протягом нетривалого періоду 2002 року.

## Освіта
Здобув освіту в Університеті Тирани (факультет механіки та інженерії, а пізніше — права).

## Член Соціалістичної партії (1992)
Упродовж 1992–1995 років Майко був головою Європейського соціалістичного молодіжного форуму Албанії.
У 1992 році він потрапив до парламенту як член Соціалістичної партії. У 1997–1998 Майко був генеральним секретарем партії і главою парламентської групи.

## Прем'єр-міністр (1998–1999, 2002) та міністр оборони (2002–2005)
З вересня 1998 до жовтня 1999 року Майко керував своїм першим кабінетом як глава уряду.
Він став наймолодшим очільником уряду Албанії усіх часів; йому виповнилось тридцять 1998 року, коли його було вперше призначено на посаду прем'єр-міністра.
Після врядування Іліра Мети, він знову очолив уряд (лютий — липень 2002 року). Надалі він зайняв посаду міністра оборони Албанії (липень 2002 — вересень 2005) в уряді Фатоса Нано.